# Zona Universitària

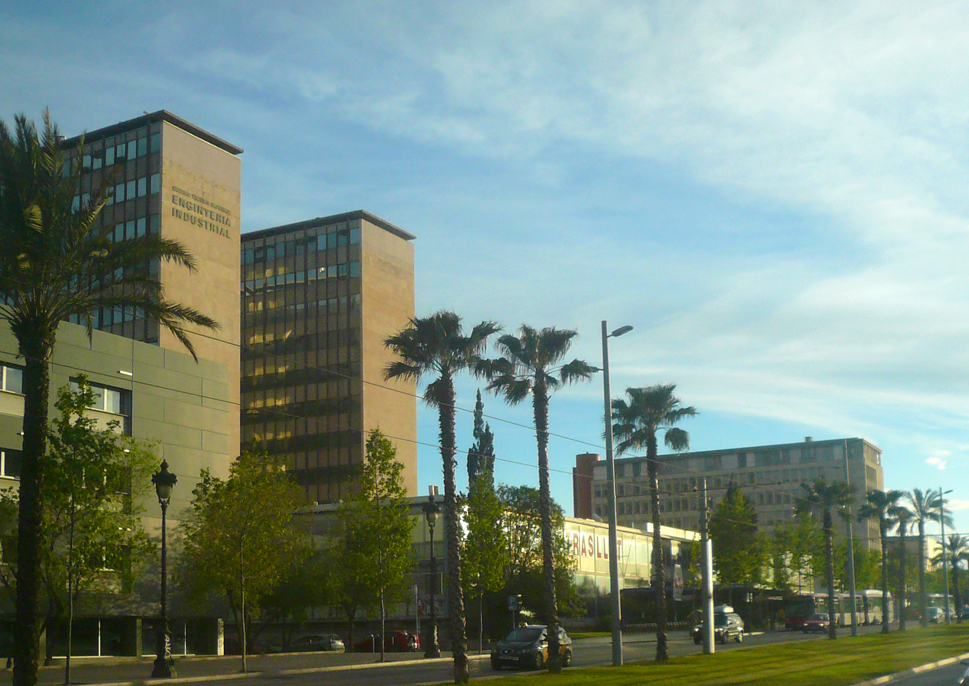
Campus Sud

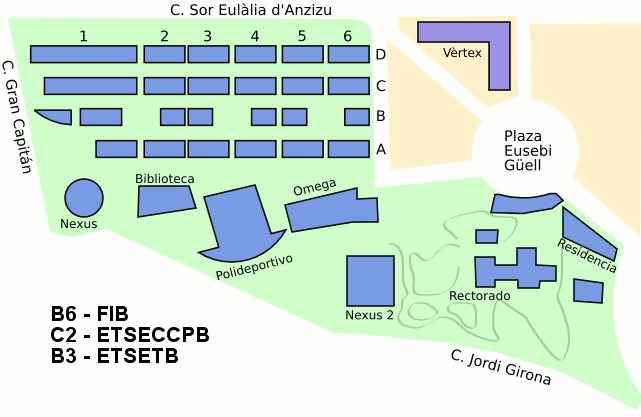
Carta del campus Nord dell'Università politecnica della Catalogna

La Zona Universitaria è un settore del distretto di Les Corts a Barcellona in Spagna tra i quartieri di Pedralbes e la Maternitat i Sant Ramon; è chiamato così per essere sede di diverse facoltà di alcune università di Barcellona.

## Campus universitari
- Campus de la Diagonal "Portal del Coneixement" dell'Università di Barcellona:
  - Facoltà di belle arti
  - Facoltà di biología
  - Facoltà di chimica
  - Facoltà di diritto
  - Facoltà di farmacia
  - Facoltà di fisica
  - Facoltà di geología
  - Facoltà di scienze economiche
- Campus Nord dell'Università politecnica della Catalogna:
  - Facoltà di informatica
  - Scuola tecnica superiore di ingegneria civile
  - Scuola tecnica superiore di ingegneria per le telecomunicazioni
  - Biblioteca Gabriel Ferraté
- Campus Sud dell'Università politecnica della Catalogna:
  - Facoltà di matematica e statistica
  - Fondazione CIM
  - Istituto di robotica e informatica industriale
  - Scuola tecnica superiore di architettura
  - Scuola tecnica superiore di ingegneria industriale
  - Scuola politecnica superiore edile

## Trasporti
La zona è raggiungibile dall'omonima stazione della metropolitana della linea 3 e della linea 9 e dall'omonima fermata del trambaix.